# Liparetrus orsinus
Liparetrus orsinus är en skalbaggsart som beskrevs av Britton 1980. Liparetrus orsinus ingår i släktet Liparetrus och familjen Melolonthidae. Inga underarter finns listade i Catalogue of Life.